# Кризис финансовой стабильности Deutsche Bank
Кризис финансовой стабильности Deutsche Bank (Дойче Банк) — ситуация, в которой оказался Deutsche Bank осенью 2016 года после многократно озвученных сомнений в достаточности ликвидности банка и выдвинутых Министерством юстиции США обвинений в махинациях при ипотечном кредитовании в 2007—2009 годах.

## Предыстория
После финансового кризиса 2008 года Deutsche Bank находился в непростом положении и крайне медленно восстанавливался. После ряда скандалов связанных с пособничеством в отмывании денежных средств, в том числе и в московском филиале банка, банк решил начать изменения. Реструктуризация бизнеса должна была, казалось бы, улучшить положение банка, но этого не произошло, банк по-прежнему показывал слабые показатели. Ситуация осложнилась в начале 2016 года, когда инвесторы заинтересовались предрасположенностью банка к рискам в энергетическом секторе и вероятной нехваткой наличных средств.
Следующим шагом пошатнувшим доверие инвесторов стали действия биржевых трейдеров, спекулировавших на балансе деривативов банка, в их оценках присутствовал колоссальный разброс, от $43 трлн, до $73 трлн.

## Кризис
Сильное влияние оказала публикация доклада МВФ «Программа оценки финансового сектора» в июне 2016 года, в котором Deutsche Bank из-за своей деятельности отводилась главная роль в угрозе стабильности мировой финансовой системы, среди глобальных системно значимых банков (GSIBs). Позднее американский филиал Deutsche Bank не прошёл стресс-тест Федеральной резервной системы (ФРС) США. ФРС аргументировало провал некачественным управлением рисками и финансовым планированием банка.
Основным фактором его нынешнего положения, несмотря на вышеперечисленные причины, является предложение Департамента юстиции США приостановить расследование в отношении Банка за махинации с ипотечными ценными бумагами США десятилетней давности (во время кризиса 2007—2009 гг.) за единовременную выплату штрафа в размере $14 млрд, что составляет 83,4 % от капитализации банка. Это предложение является неподъёмным для банка, т.к вдвое превышает сумму, выделенную для покрытия судебных издержек, а его капитализация составляет на данный момент лишь около $16,8 млрд.

## Реакция
Данные события способствовали росту опасений у инвесторов и партнеров банка в недостаточности капитала и повлекли за собой уход нескольких крупных хэдж-фондов из Deutsche Bank, отказавшихся от его услуг по клирингу. Это спровоцировало падение котировок акций банка до самого низкого уровня в истории компании — 9,93€ за акцию.
Федеральное правительство Германии, долго выдерживавшее нейтральную позицию, отрицает возможную помощь банку, тем не менее, согласно источникам в правительстве, оно подготовило «план спасения» на экстренный случай.
Сообщается, что в настоящее время Министерству юстиции США и Deutsche Bank удалось договориться о снижении суммы штрафа до $5,4 млрд.

## Критика
Бытует мнение, что обвинения со стороны Министерства юстиции США отчасти сильно преувеличены и сумма штрафа была бы существенно меньше, в случае обвинения одного из крупных банков Соединённых Штатов.
Эксперты критикуют в том числе сам Deutsche Bank за его недальновидную стратегию и массу сомнительных операций, проведенных его филиалами по всему миру, которые в большей степени загнали банк в нынешнее положение.